# Râmnicu Sărat
Râmnicu Sărat (németül: Rümnick vagy Rimnik) municípium  Buzău megyében, Munténiában, Romániában, a DN2-es főút mentén.
A település első írásos említése 1439-ből való, Vlad Dracul gróf uralkodása idejéből.
1574-ben már mint város említik az okiratok.
A város környékén zajlott le, 1789-ben, az 1787–1792-es orosz-török háború egyik csatája, amit az oroszok nyertek Szuvorov herceg vezetésével (Rymniki csata).

## Címer
A város címerei az I. világháborút követően:

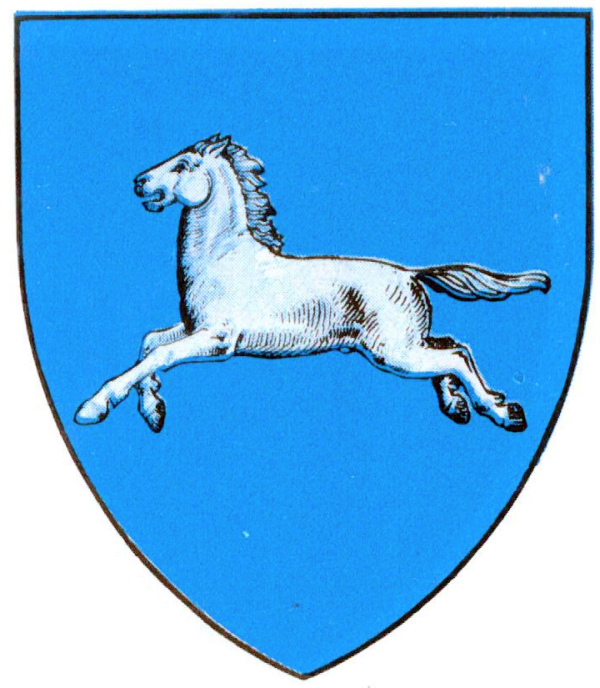
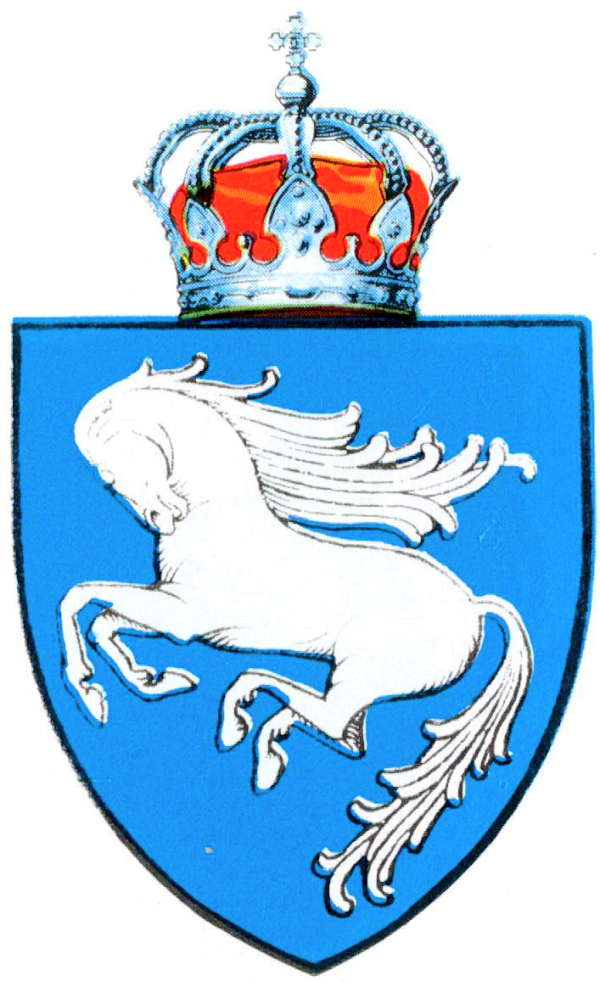
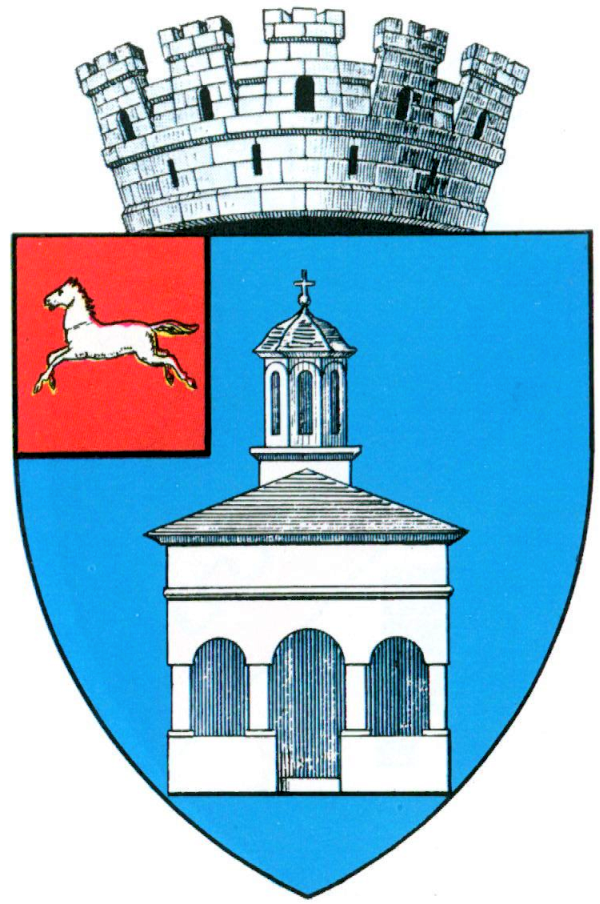

## Lakosság
Etnikai alapon a 2002-es népszámlálási adatok alapján:
- Románok:  36 998 lakos, (95,28%)
- Romák:  1795 lakos,  (4,62%)
- Olaszok:  11 lakos,  (0,02%)
- Görögök:  9 lakos, (0,02%)
- Németek:  4 lakos,  (0,01%)
- Zsidók:  3 lakos,  (0,0%)
- Magyarok:  3 lakos,  (0,0%)
- Törökök:  3 lakos,  (0,0%)
- Szerbek:  1 lakos,  (0,0%)
- Lengyelek:  1 lakos,  (0,0%)

## Hírességek
- Petre Antonescu (1873 - 1965), építész, pedagógus, történelmi épületek restaurátora, akadémikus, a Bukaresti diadalív tervezője
- Traian Săvulescu (1889 - 1963), biológus, botanikus, a román fitopatológiai iskola megteremtője, akadémikus
- Saul Steinberg (1914 – 1999), grafikus, rajzai a The New Yorker hasábjain jelentek meg

## Galéria

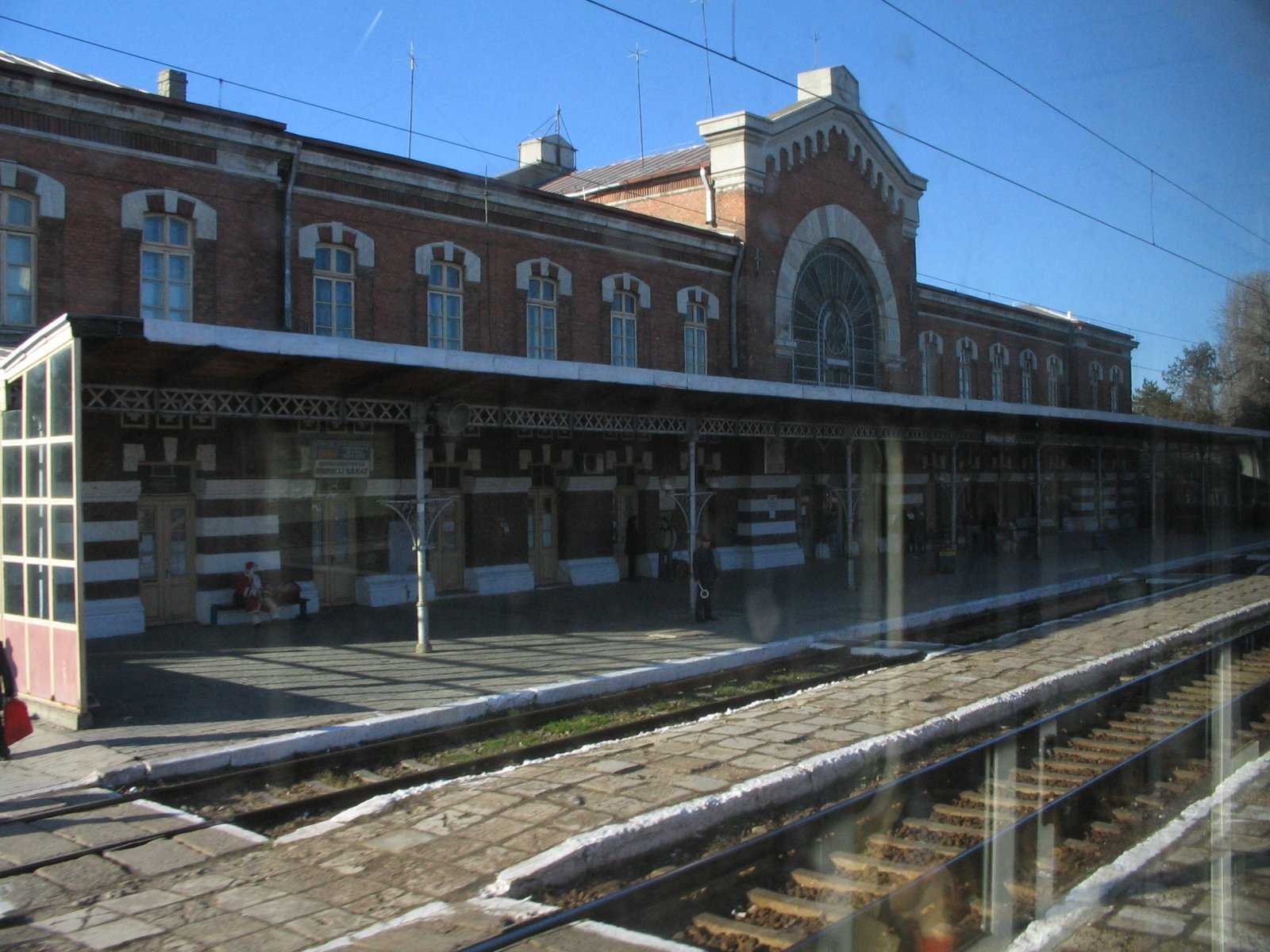
Vasútállomás
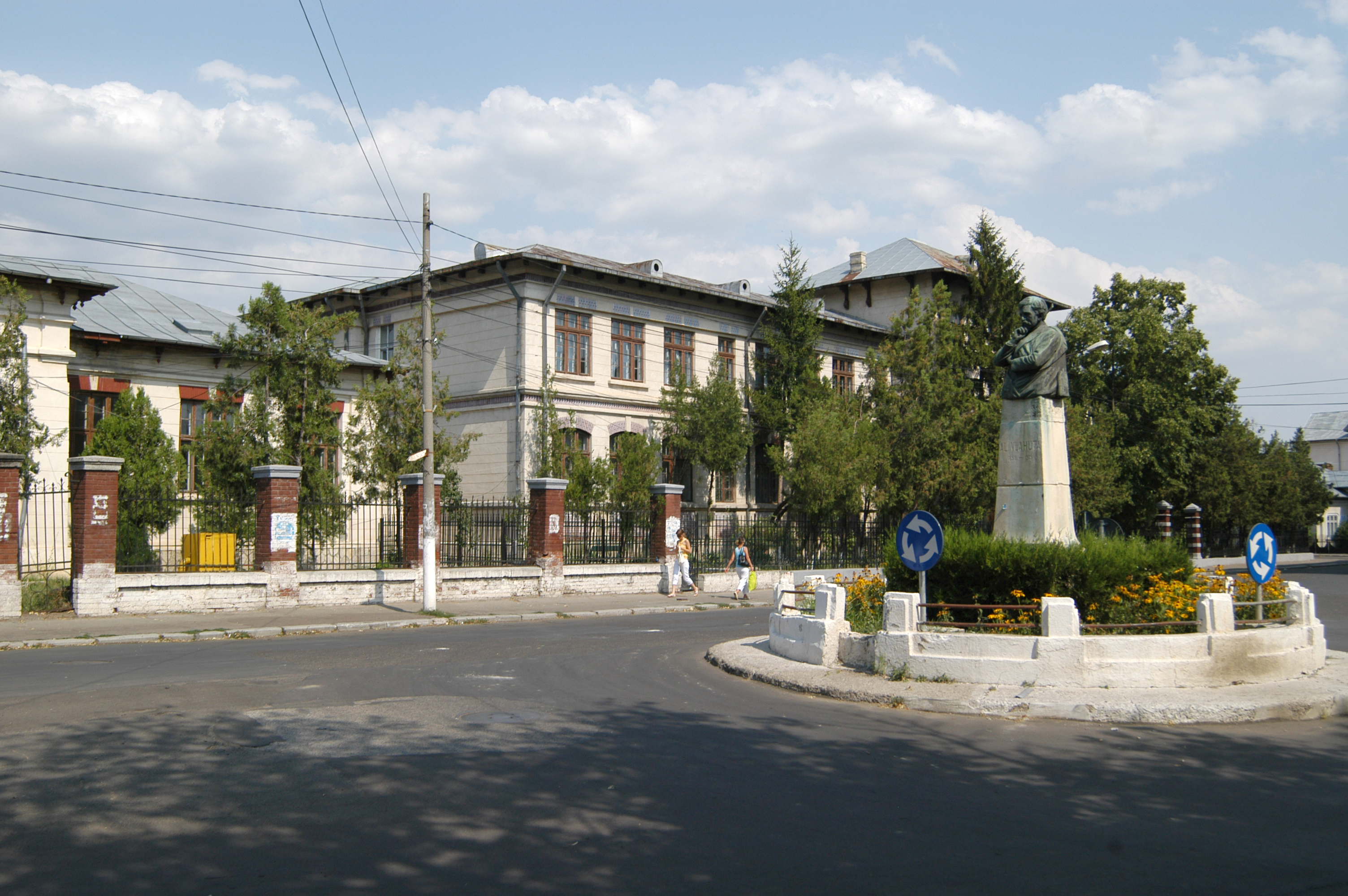
A város egyik iskolája
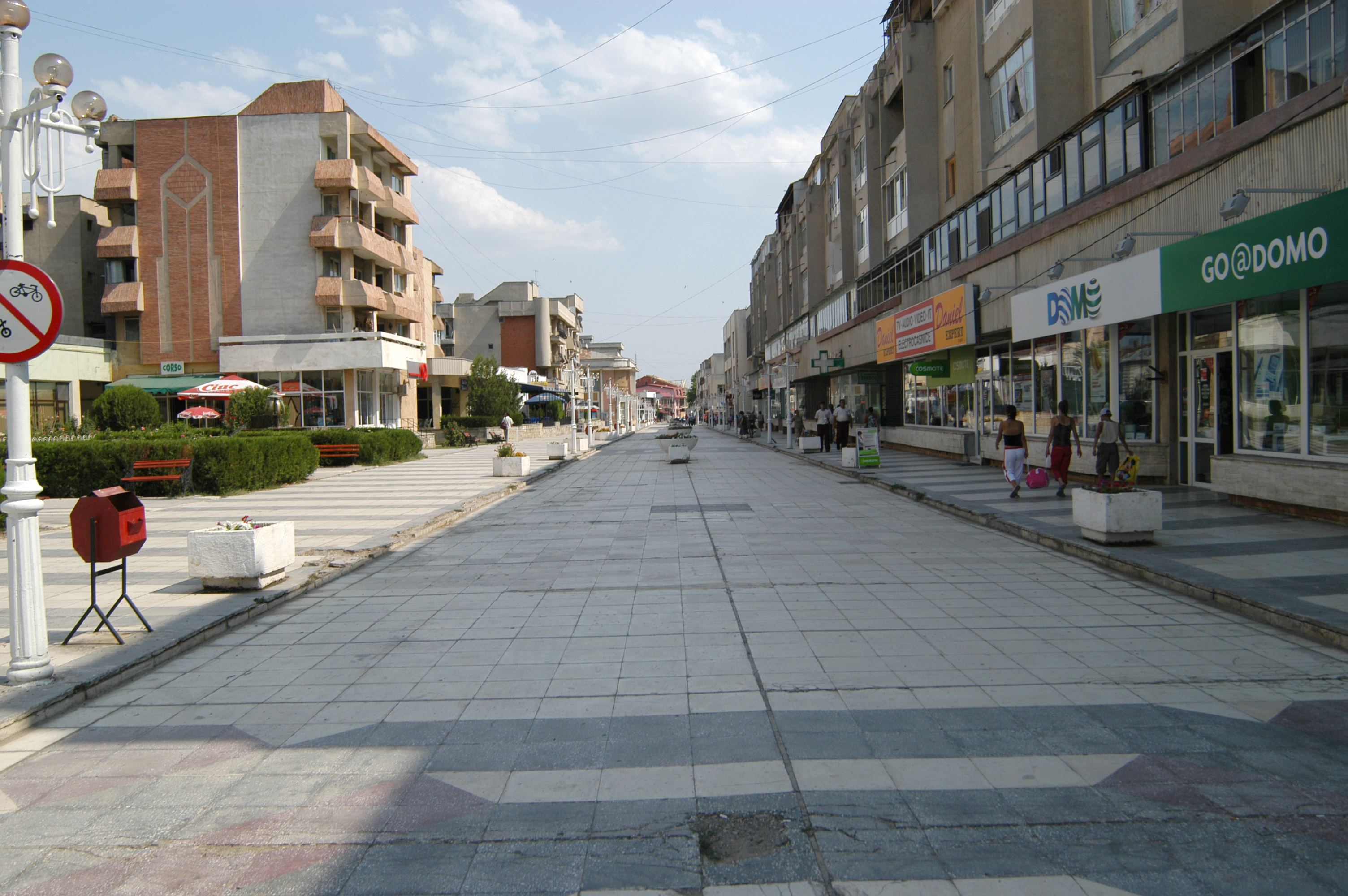
A város főtere
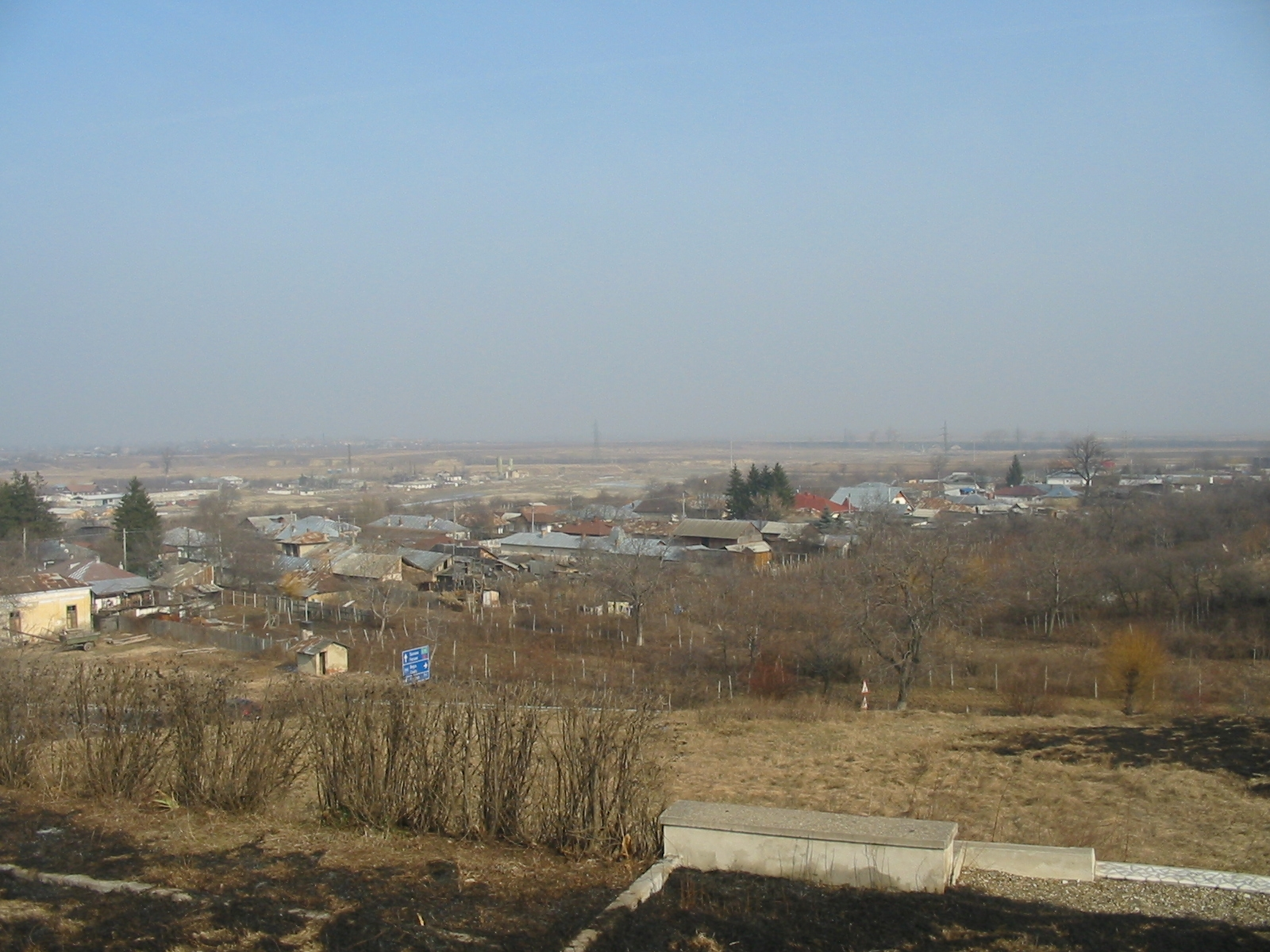
Az 1789-es csata helyszíne

## Külső hivatkozások
- A város honlapja
- Népszámlálási adatok